# ليونيل وامبا
ليونيل وامبا (بالإنجليزية: َLeonel Wamba)‏ (من مواليد 1 سبتمبر 2002 في الكاميرون) هو لاعب كرة قدم كاميروني يلعب حالياً في نادي الوحدة الإماراتي كمهاجم.

## روابط خارجية
ليونيل وامبا على موقع قاعدة بيانات كرة القدم.إي يو (الإنجليزية)
- ليونيل وامبا على موقع Soccerway.com (الإنجليزية)